# Whitestone (Queens)
Whitestone es un vecindario residencial de clase media alta a clase alta en la parte más al norte del distrito metropolitano de Queens de la ciudad de Nueva York. Está ubicado entre el Río Este al norte; College Point y la carretera interestatal 678 al oeste; Flushing hacia el sur; y Bayside y Francis Lewis Boulevard al este.
Whitestone contiene la subsección llamada Malba, que limita al norte con Río Este, al este con la interestatal 678, al sur con la 14.ª Avenida, y al del oeste por 138.ª Calle. Malba fue citado en un artículo del New York Times como uno de los pocos «enclaves de la élite» de Queens.
Su código postal es 11357.  Está patrullado por la 109.ª comisaría de la policía de Nueva York. Políticamente, Whitestone está representado por el distrito 19 del Ayuntamiento de la ciudad de Nueva York.

## Historia
Según la tradición popular, los colonizadores neerlandeses le pusieron ese nombre ya que el lugar estaba construido sobre caliza blanca (White stone en inglés).
El área era, en gran parte, propiedad de Francis Lewis, un delegado del Congreso Continental y un firmante del Declaración de Independencia de los Estados Unidos. Por un período de tiempo, Whitestone fue llamado Clintonville, en honor a Dewitt Clinton, el exgobernador de Nueva York; esta etimología es presente en el nombre de Clintonville Street, ubicada en el barrio.
A finales del siglo XIX, muchos ricos neoyorquinos empezaron a construir mansiones en el área. Sin embargo, el rápido desarrollo del área se produjo en la década de 1920, cuando el servicio de tranvía y el Ferrocarril de Long Island se expandieron hacia el vecindario. Aunque este servicio ferroviario terminó durante la Gran Depresión, Robert Moses utilizó más tarde parte las rieles del tren para construir la Interestatal 678, que recorre a través de Whitestone.

## Demografía

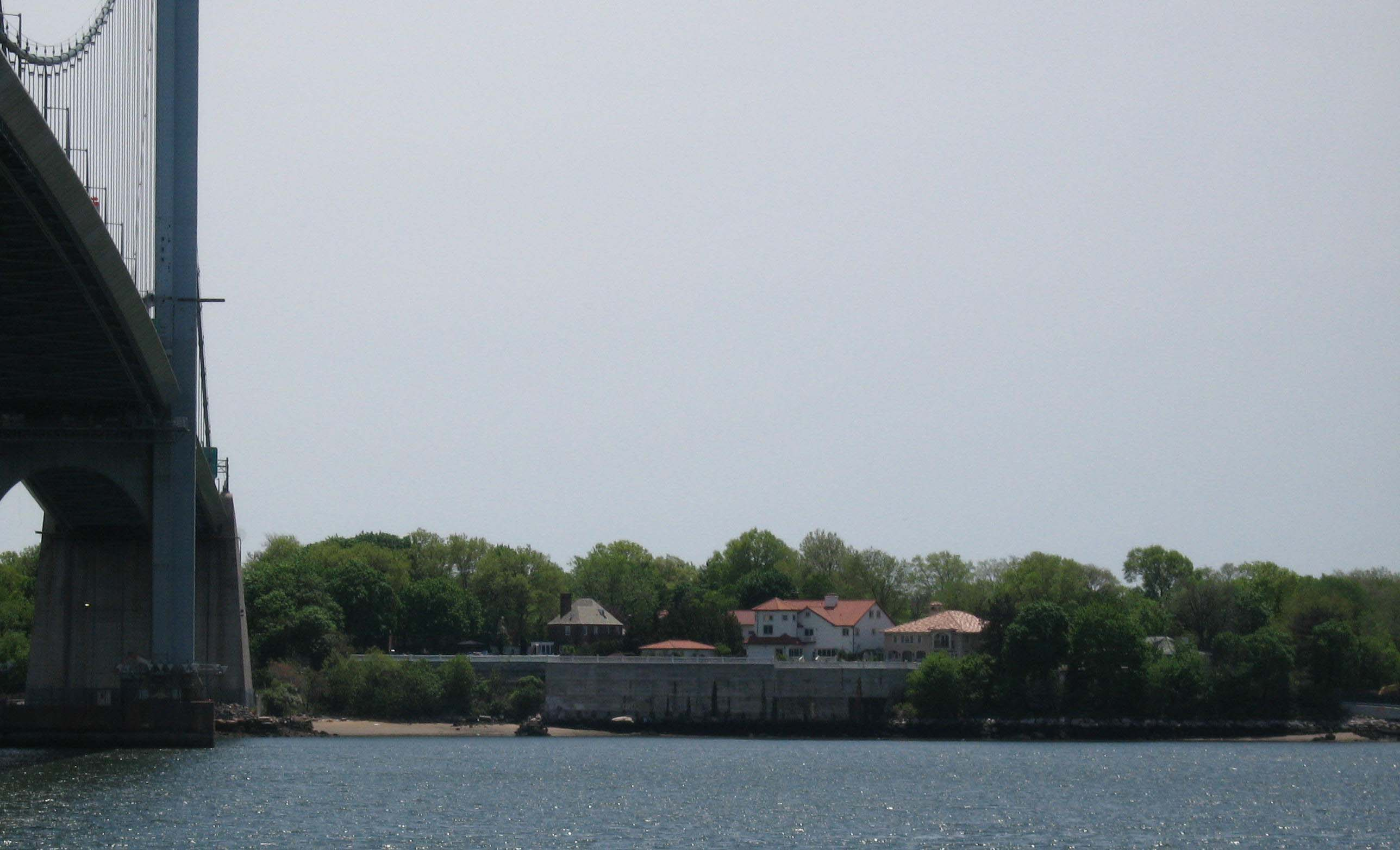
Casas en Malba, sección de Whitestone, visto desde el Ferry de Bronx

Basado en datos del censo de Estados Unidos de 2010, la población de Whitestone era de 30 773 personas, una disminución de 583 (1.9%) con respecto al año 2000. Tiene un área de 1584.85 acres (641.37 hectáreas), el barrio tuvo una densidad de población de 19.4 habitantes por acre (12 400 por milla cuadrada o 4800 por km cuadrado).
Las razas de los habitantes del barrio era de 68.1% (20 956) blancos, el 12.2% (3752) era hispánico o latino, el 0.8% (242) era afroamericano, el 0.1% (18) era nativo americano, el 17.4% (5,362) era asiático, el 0.0% (2) era isleño del Pacífico, mientras que el 1.4% (441) de otras razas.
En 2017, el ingreso familiar per cápita era de USD 51 284. En 2018, según la estimación de un informe del Departamento de Salud e Higiene Mental de la Ciudad de Nueva York, la población tenía una expectación de vida mediana de 84.3 años.

## Policía y criminalidad
Whitestone está patrullada por la 109.ª comisaría del NYPD. La 109.ª comisaría obtuvo el noveno lugar de 69 áreas patrulladas más seguras por delitos per-cápita en el año 2010. En 2018, obtuvo una tasa de asalto no fatal de 17 por 100 000 personas, Mientras que la tasa de encarcelamiento es de 145 por 100 000 personas siendo más bajas comparadas con otras ciudades.
Según un informe de 2018, la tasa de criminalidad en Whitestone con respecto al año 1990 ha bajado en un 83,7%. En 2018, en el distrito sólo se informaron 6 asesinatos, 30 violaciones, 219 agresiones graves, 324 robos con intimidación, 202 robos y 126 robos de automóviles.